# Francesc Ramírez
Francesc Javier Ramírez Palomo (ur. 7 września 1976 w Andorze) – piłkarz andorski grający na pozycji obrońcy. Od 2010 roku jest zawodnikiem klubu FC Santa Coloma.

## Kariera klubowa
Swoją karierę piłkarską Ramírez rozpoczął w klubie CE Principat, w którym zadebiutował w 1997 roku. W debiutanckim sezonie wywalczył z nim mistrzostwo Andory oraz zdobył Puchar Andory. Następnie w 1998 roku przeszedł do FC Andorra, w którym grał w Tercera División i w regionalnych ligach Hiszpanii. W 2000 roku wrócił do CE Principat i występował w nim do końca sezonu 2002/2003.
Latem 2003 roku Ramírez przeszedł do UE Sant Julià. W sezonie 2003/2004 sięgnął po krajowy puchar, a w sezonie 2004/2005 wywalczył z nim dublet – mistrzostwo i puchar. W 2005 roku odszedł do FC Rànger’s. W sezonach 2005/2006 i 2006/2007 został z nim mistrzem Andory. W 2010 roku podpisał kontrakt z FC Santa Coloma. W sezonie 2010/2011 wywalczył z nim mistrzostwo Andory, a w sezonie 2011/2012 zdobył Puchar Andory.

## Kariera reprezentacyjna
W reprezentacji Andory Ramírez zadebiutował 22 czerwca 1997 roku w przegranym 1:4 towarzyskim z Estonią, rozegranym w Kuressaare. W swojej karierze grał w: eliminacjach do Euro 2000, do MŚ 2002 i do Euro 2004. Od 1997 do 2004 roku rozegrał w kadrze narodowej 32 mecze.